# Cuccagna del Cadenon

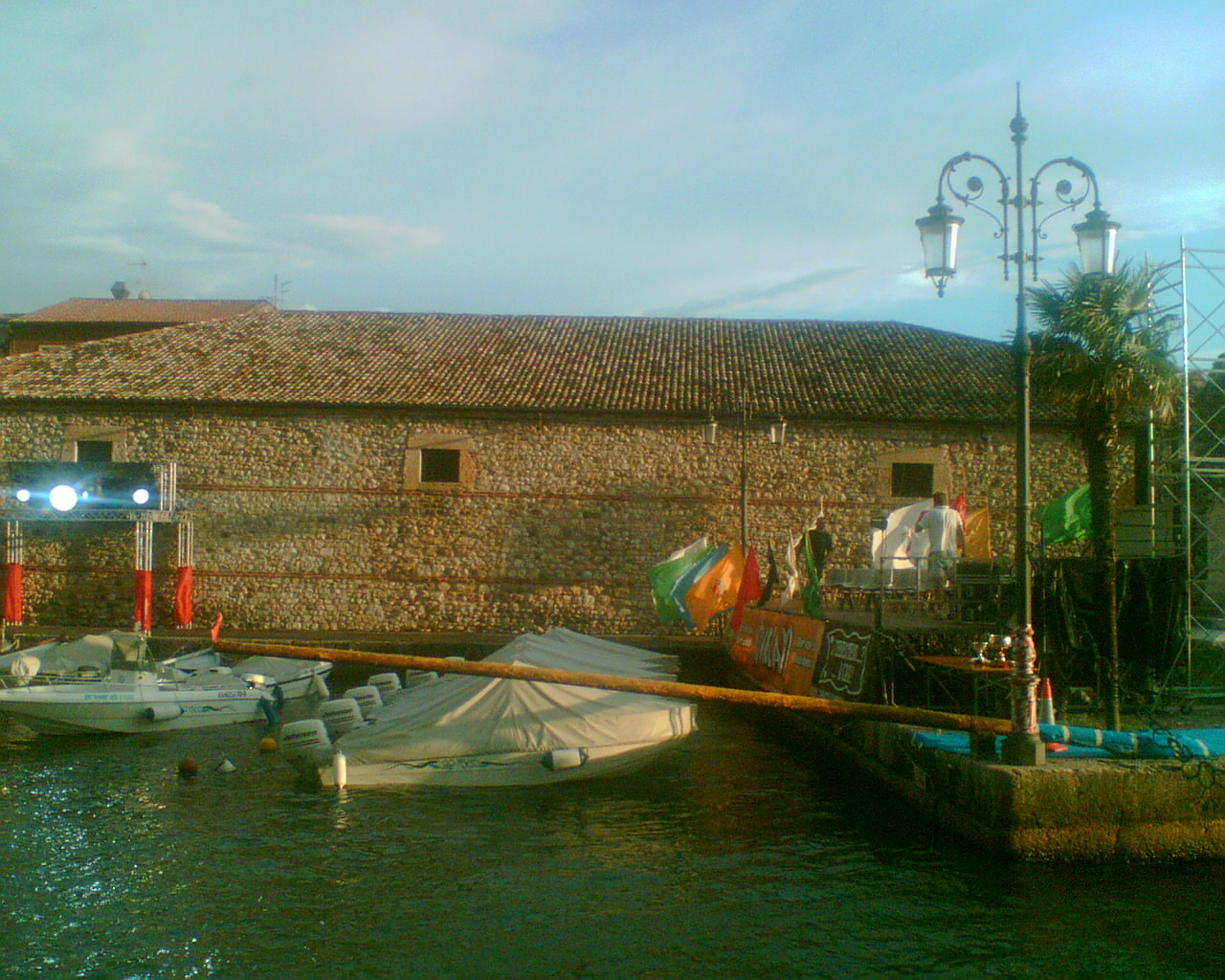
Il Palo della Cuccagna di Lazise

La Cuccagna del Cadenon è un'antica cuccagna che viene organizzata annualmente a Lazise, sul Lago di Garda.
Il palo della cuccagna viene disputato ogni anno il terzo sabato di luglio, in concomitanza con la locale festa Terza di Luglio  (venerdì, sabato e domenica).
Caso primo al mondo nel suo genere (sono documentate manifestazioni a partire dagli anni '30 del secolo XX), essa è costituita da un palo lungo 12 metri, abbondantemente cosparso di grasso e disposto orizzontalmente sull'acqua. 
L'evento si svolge in notturna nell'antico porto del paese affiancato dalla antica dogana veneta.
Vince chi riesce ad agguantare e tenere in mano la bandierina posta sulla sommità del palo, dopo averlo percorso nella sua interezza scivolando sul grasso.
I concorrenti sono raggruppati in quattro squadre, ciascuna rappresentante da una contrada del paese. Possono partecipare alla manifestazione esclusivamente i residenti o nativi di Lazise.
Evento attesissimo e molto sentito dalla popolazione e dai numerosi ospiti della cittadina, oltre che molto spettacolare, è stato ripreso e rivisto a seguito di una sospensione nel 2003 (causata da una siccità che aveva fatto scendere il livello delle acque del Lago di Garda ai minimi storici) continuando così con veste rinnovata un'antica tradizione.